# Еозинофил
Еозинофилни гранулоцити (Еозинофили, ацидофили) су бела крвна зрнца. Они су једна од компоненти имунског система одговорних за борбу против мултићелијских паразита и одређених инфекција код кичмењака. Заједно са маст ћелијама, еозинофили такође контролишу механизме везане за алергију и астму. Они су гранулоцити који се развијају током хематопоезе у коштаној сржи пре миграције у крв.
Он најчешће има једро са два сегмента у облику бисага, а у протоплазми садржи густо распоређене крупније црвенкастонаранџасте гранулације.
Ове ћелије су еозинофилне, или 'воле киселину', што показује њихов афинитет за угљене и катранске боје. Он су нормално транспарентни, док након бојења еозином попримају црвену боју цигле. Обојење је концентрисано у малим гранулама унутар ћелијске цитоплазме, које садрже мноштво хемијских посредника, као што су хистамини и протеини попут еозинофилне пероксидазе, рибонуклеазе (RNase), дезоксирибонуклеазе, липазе, плазминогени, и главни базни протеин. Ти посредници се ослобађају процесом дегранулације након активације еозинофила, и они су токсични за паразите, али и за ткиво домаћина.